# Confide in Me (dal)
A Confide in Me című dal az ausztrál énekes-dalszerző Kylie Minogue első kimásolt kislemeze az ötödik Kylie Minogue című stúdióalbumról. A dalt a Deconstruction, az Imago és a Mushroom Records jelentette meg. A dalt Steve Anderson, Dave Seaman, és Owain Barton írta, míg a produceri munkálatokat a brit Brothers in Rhythm trió végezte el. A felvétel Londonban, az Egyesült Királyságban készült, a DMC és a Sarm West Stúdiókban. Zeneileg egy popdal, amely magában foglalja az indie stílusú zene, a dance-pop, és a közel-keleti hangszerelés elemeit, mint például vonósokat, és ütőshangszereket. A dal lírai tartalma Minogue komoly csábításáról, és az emberek manipulálásáról szól, hogy bizalmaskodjanak vele.
Megjelenéskor a "Confide in Me" egyetemes elismerést kapott a zenekritikusoktól. Számos kritikus kiemelte a dalt számos lemeze és válogatása közül, míg az egyéni kritikák dicsérték Minogue énekhangját, a közel-keleti elemeket, és a dal produkcióját. A dalt néhány díjátadón is jelölték, valamint felkerült a kritikusok és végi listájára. Kereskedelmi szempontból felkerült az Ausztrál, az Egyesült Királyság, Skócia, Írország, Franciaország valamint Új-Zéland slágerlistáira. Ez lett Minogue egyetlen slágerlistás dala az Egyesült Államokban a 90-es években, és a 39. helyen végzett a Billboard Dance Club dalok listáján.
A dalhoz tartozó klipet Paul Boyd rendezte, és 1994 júliusában készítették Los Angelesben. A videó hat különböző kis videót tartalmazott Minogue-ról, aki egy reklámban látható, hogy segítsen a közönségnek rábízni számos problémát az nyári turnéján a egyes karakterekre. A dalt Minogue több koncertjén is előadták, legutóbb a 2019-es Summer Tour keretein belül. A "Confide in Me" című dalt a kritikusok és publikációk a 90-es évek és Minogue kislemeztörténetének egyik legikonikusabb és leginnovatívabb kislemezeként emlegették, és a szerzők Minogue karrierjének és zenei "újratalálásának" fontos időszakaként ismerték el. A dal hangmintáit több zenész is feldolgozta, és a dalt számos médiában felhasználták.

## Előzmények
Minogue előző kislemeze a Celebration című Kool & the Gang feldolgozás után a PWL lemezkiadótól megvált, és szerződést kötött 1993-ban a Deconstruction kiadóval. A PWL-lel töltött időszak alatt Minogue úgy érezte, hogy a Stock Aitken Waterman producertrió "bábuként" bánik vele.
Sean Smith brit szerző szerint, aki Minogue életrajzi könyvét írta, a Brothers in Rhythm alig egy óra alatt elkészítette a dal demóverzióját, Minogue pedig a londoni Chelsea-i otthonában tartózkodott, majd a Brothers in Rhythm tagjaival felvették a dalt a Minogue házi stúdiójában. Seamant meglepte a felvételi folyamat, és kijelentette Smith-nek, " Minden valahogy kifolyt a kezünkből, majd a helyére került, ami általában a jó dolgoknál van így". Andersont lenyűgözte a demó, és úgy döntött, hogy utolsó felvételként használja. "Nyilvánvalóan voltak rajta még csiszolni valók, de sok időt töltöttünk az egész produkcióval, de még mindig az eredetit használtuk. Minogue néhány további énekét a DMC, Sarm West Stúdiókban rögzítették Londonban, és a dal keverését is ugyanezeken a helyeken végezte Niall Flynn és Paul West.

## Összetétel
A Brothers in Rhytm akkoriban tudatában volt a pop – és tánczene közötti keresztezési dinamikának, és megjegyezték, hogy Minogue énekhangja és a "zenével való kísérletezésre való hajlandósága" lehetővé tette számukra a további közös munkát. A Brothers in Rhythm komponálta a dalt, mely egy pop dal, amely magában foglalja az indie stílusú zenét, a dance-pop-ot, és a közel-keleti hangszerelés elemeit, mint például a vonósokat, és az ütőshangszereket. A dal nyitó része, amely 50 másodpercig tart, az eredeti demóból készült, és Will Malone zenész zenekari feldolgozása, valamint Anderson zongoraszekciója, amelyet Bösendorferrel adtak elő. A nyitó részben Gavyn Wright hegedűszólója is felcsendül, ahol Anderson és Wright megjegyezte, hogy a beillesztés csupán improvizáció volt, hogy tovább segítse a dal hangzását. A dal nyitó és hídszakaszában egy kapuzott digeridoo-t játszik Anderson.
Jason Lipshutz a Billboard amerikai magazin írója szerint a "Confide in Me" című dalban folytatódott Minogue leegyszerűsített poptól távol a vonósok és a közel-keleti hatások halmazán lévő stílusjegyei. Jude Rogers a The Guardian munkatársa hasonló értékelést adott a dalról, valamint elmondta, hogy a dalban lévő hangminták Barry White "I'm Gonna Love You Just a Little More Baby" című dalának 1974-es Jimmy Smith jazz feldolgozásából született. Nick Levine a Digital Spy-tól "közel-keleti pop-nak nevezte a dalt, húros dance-pop elemekkel. Larry Flick a dal hangzását "atmoszférának" nevezte, és úgy vélte, hogy a downtempo zene befolyásolta, míg Tim Sendra az AllMusic-tól egy "drámai trip hop" balladának nevezte.
Lírailag a dal tartalma Minogue komoly csábításáról és az emberek manipulálásáról szól, hogy bizalmaskodjanak vele. A dalszöveg üzenete az, hogy ő manipulálja a helyzetet közte és valaki között azzal, hogy "tudok titkot tartani, vagy épp az ellenkezőjét" ahol a tiszteletet is képviseli mivel a hatalom az övé marad. Később kifejti a "Stick or twist/The choice is yours" dalszövegrészlettel, hogy ugratja a szeretőjét, hogy övé a hatalom kulcsa. William Baker szerint – aki Minogue életrajzi könyvét írta – részletezi karrierjét, és azt mondja, hogy a dal a belső hatalmi harcot szimbolizálja, amely Kylie felszíne alatt dúl.

## Megjelenések
A "Confide in Me" az album vezető kislemezeként jelent meg 1994. augusztus 29-én, és ez volt az első  kislemeze, mely a Deconstruction kiadónál készített. Az Imago és a Mushroom kiadók CD kislemezen, kazettán, és 12-es bakelit, valamint 7 inches kislemezen jelentették meg a dalt. Két CD szett jelent meg az Egyesült Királyságban, és Ausztráliában. Az első CD a master mixet valamint a dal két remixét tartalmazta, míg a második CD az extended változatot és két B. oldalas dalt tartalmazott, úgy mint a "Nothing Can Stop Us" címűt, melynek eredetijét a Saint Etienne készítette, valamint az "If You Don't Love Me" című dalt egy Prefab Sprout feldolgozást. Az európai CD kislemez a master mixet és a The Truth remixet tartalmazza, míg az amerikai maxi CD egy rádió változatot, a dal két remixét és a "Where Has the Love Gone?" című dal remixét tartalmazta. Két bakelit jelent meg az Egyesült Királyságban, és az Egyesült Államokban, valamint Ausztráliában. Az első tartalmazza a master mixet és két remixet is, míg az utóbbi három kiadás három remixet a "Confide in Me" című dalból, és két remixet a "Where Has the Love Gone?" dalból. Az Egyesült Királyságban kiadott 7 inches kislemez két remixet tartalmazott, míg a kazettát az Egyesült Államokban és Ausztráliában forgalmazták. 2003-ban Minogue Fever és Body Language című albumával Ázsiában elért sikerének buzdítására egy promóciós kislemezt jelentettek meg öt remixel Japánban, és Izraelben, míg az Egyesült Királyságban egy limitált kiadású bakelit jelent meg a megjelenés 10. évfordulója alkalmából.

## Kritikák

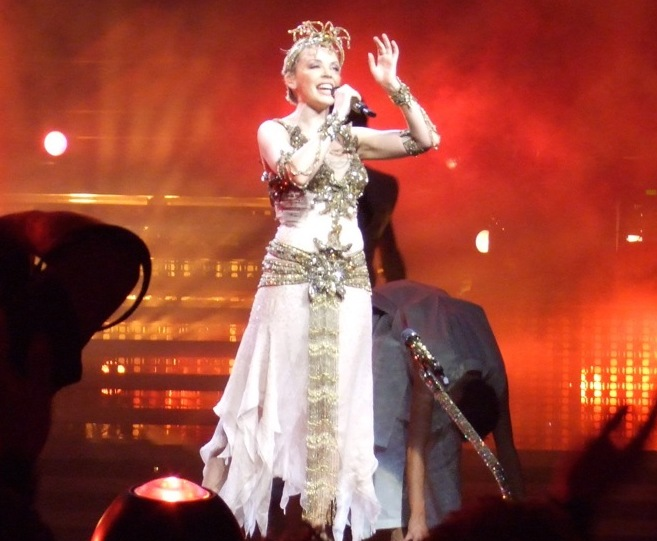
Minogue a "Confide in Me" előadása közben a Showgirl: The Homecoming Tour keretein belül.

A "Confide in Me" egyetemes elismerést kapott a zenekritikusoktól. Sean Smith Minogue diszkográfiájának "klasszikusának" nevezte a dalt, hasonlóan vélekedett erről William Baker is. Larry Flick a Billboardtól dicsérte a pompásan hangulatos downtempós dalt. Nick Levine a Digital Spytól úgy vékedett, hogy a "Confide in Me" tizenöt év elteltével ez a pazar, vonós táncos-pop eposz még mindig úgy simogatja a füleket, mint egy kacér haj-stylist. Caroline Sullivan a The Guardian-tól megjegyezte, hogy a dalnak van egy klasszikus hegedűnyitánya, amely egy kígyóbűvölő általi keleti dallammá bontakozik ki, melyben Kylie éneke elragadóan hangzik. Mike Wass az Idolatortól azt írta, hogy a Brothers in Rhythm produkciós gyöngyszeme volt az a lépcsőfok, amely elvezette a Better the Devil You Know dicsőséges popzenéjétől a Nick Cave-vel való együttműködéséig a Where the Wild Roses Grow című dalig. Alan Jones a Music Week munkatársa ötből öt csillaggal jutalmazta a dalt, és a hét kislemezének nevezte, megjegyezve, hogy egy "szélesvásznú, húrvezérelt keverés, amely lehetővé teszi, hogy egy lágy csiszolt énekhangot szólaltasson meg.
Johnny Cigarettes az NME-től a következőket írta: A "The Associates" "Breakfast" című dala halottköpében csordogál. A dalban csupa elegánsan síró hegedű, majd egy laza breakbeat üt be, és a The Doors "The End" című dalának gitárja bizsereg a dalban, majd a benne lévő szárnyaló kórus végre csomóba köti a gyomrodat". Kifejtette továbbá, hogy elképesztően hasonlít az eredeti Saint Etienne dalhoz.  Az NME szerkesztője Paul Moody "Kylie gyönyörű, Maddie-szerű sleaze-outjának" nevezte.  Quantin Harrison a PopMatters-től kiemelte a dalt, és azt mondta, hogy Minogue nemzetközi perspektívája a vászon precizitását kölcsönözte neki, nem pedig a "Confide in Me"-nél tapasztalt jegességet. A dal olyan mint egy elveszett kémfilm-kíséret, grandiózus vonósai és a dübörgő groove hangzása. A dalban Minogue cinikussá válik, ahogy gúnyolódik az emberekkel. Tim Jeffery a Record Mirror Dance Update munkatársa azt mondta: "Valójában nagyon madonnaszerű, még az időnként elhangzó kuncogás is a dalban. A Record Mirror másik munkatársa James Hamilton "Madonna-szerűnek" nevezte a dalt.  Adrian Denning brit író és kritikus élvezte a dalt, és "igazán időtlennek és teljesen csodálatosnak" nevezte azt. A dal vitathatatlanul a mai napig a legjobb zenei pillanat a kritikus szerint, aki a produkciót és a szöveges előadást "klasszikusnak" találta. A Billboard-tól Jason Lipshutz ezt írta a dalról:

A "Confide in Me" egy mélyen kacér és olyan tudatosan drámai felvétel, mint egy James Bond főcímdal. A "Confide in Me" -vel Minogue folytatta útját a távol az egyszerű poptól, a vonósok és a közel-keleti stílus csúcspontján.

Chris True (AllMusic) úgy jellemezte a dalt, mint egy "csípősebb, stílusosabb, és kevésbé pörgős, mint korábban bármilyen dala. A dalt az album egyik kiemelkedő darabjaként is kiemelte. Hasonlóképpen Marc Andrews a DNA Magazintól, aki áttekintette az alapalbum remasterelt bakelit kiadványát, és azt jelölte meg az album legjobb dalának. Mike Wass az Idolatortól azt mondta: "Az ausztrál díva stílust váltott, és újra előkerült egy kísérteties Brothers in Rhythm által készített indie-pop himnusszal, amely 20 évvel később is forrong és elcsábít" A dalt az énekesnő legjobb dalait tartalmazó listáján Minogue 50. születésnapja alkalmából tiszteletére így hívta: "Ez az a dal, amely mindent megváltoztatott – ahol Kylie azonnal menővé vált [...]. Egy buja, hatperces kísérleti eposz közel-keleti hangulattal és modern tánc ütemekkel, automatikusan húzott egy vonalat a homokba, hogy újraindítsa Kylie-t. Stephen Meade a The Network Fortytól "kísérteties táncbarát hangzás"-ként jellemezte. A Hot Press szerkesztője Craig Fitzsimons negatív véleménnyel volt a dalról, és bírálta az "unalmas" produkciót, mondván: "A Confide in Me pontosan az, amire számítassz, egy unalmas, semmis poszt-Stock Aitken Waterman táncos bolyhos darab, amelyet csak Kylie lélegzetelállító buzdítása elevenít fel a „Stick or twist/The choice is” szövegekkel. A 2002-es "There's only 1 Kylie" című ITV műsorban a dalok írói és producerei, Steve Anderson, Dave Seaman elmagyarázta, hogy a "Confide in Me" a szabadalmaztatott Madonnával, suttogó rap, és fülledt keleti hangulatát Madonna Justify My Love című dala ihlették. Ugyanazt a fülledt, keleti hangulatot árasztja, amelyet Madonna tett hírhedté a 90-es években.

## Kereskedelmi sikerek

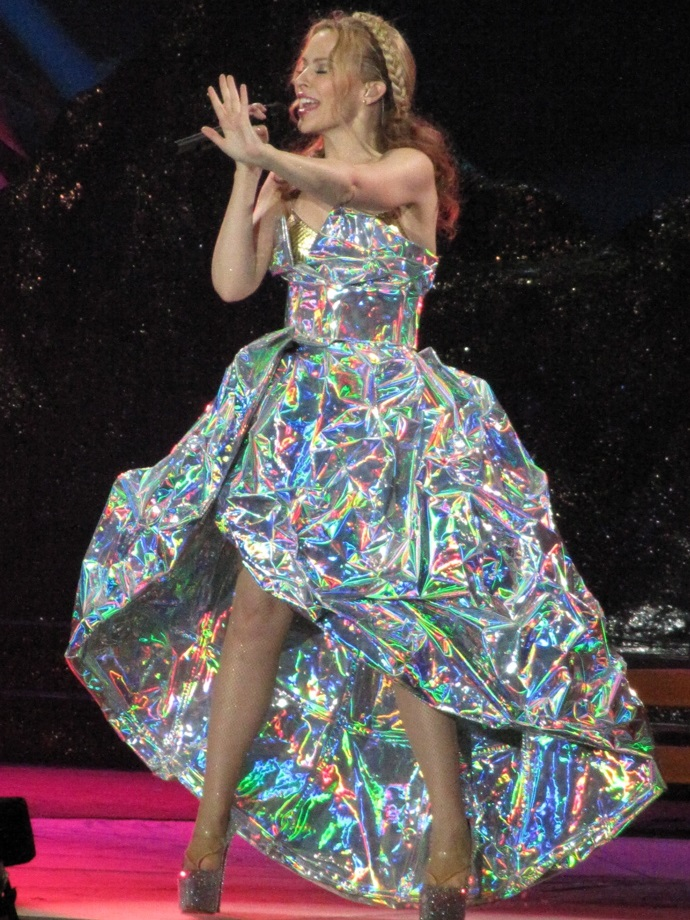
Minogue a "Confide in Me" című dalt énekli az Aphrodite: Les Folies Tour egyik fellépésén.

Kereskedelmi szempontból a dal olyan országokban aratott sikert, mint Ausztrália, az Egyesült Királyság, Írország, Franciaország, és Új-Zéland. Az ausztrál kislemezlistán a 31. helyen debütált, majd a következő héten egyenesen az első helyre került, amivel az egyik legnagyobb ugrás volt kislemez tekintetében az ausztrál lista történetében. Ez lett Minogue első számú ausztrál kislemeze az 1988-as Got to Be Certain című dala óta, mely négy hétig maradt az első helyen, és kilenc hétig Top 10-es helyezett volt, valamint huszonöt hetet töltött a Top 100-as listán. A brit kislemezlistán a 2. helyet debütált, miután a Wet Wet Wet "Love is All Around" című dala megelőzte, és az utolsó tizenöt hétben az első helyen állt. A Brit Hanglemezgyártók Szövetsége ezüst minősítéssel jutalmazta a 200.000 darabszámú eladást, és 2014 márciusáig 183.000 darab talált gazdára. A kislemez a 3. helyezést érte el a finn kislemezlistán, viszont Írországban nem lett Top 10-es helyezett, és 1994 szeptemberében a 12. helyre került.
Új-Zélandon a "Confide in Me" a 12. helyen debütált, és a itt is érte el a csúcsot. Ez volt az első slágerlistán szereplő dala az 1990-es Step Back in Time óta. Négy egymást követő hétig volt a slágerlistán a Top 20-ban, és összességében kilenc hétig maradt a listán. A dal sikert aratott a francia kislemezlistán is a 13. héten elérte az első helyezést, mely összesen tizennyolc hétig tartott. Svájcban a harmadik héten a 20. helyet érte el a dal, és nyolc hétig volt a Top 100-as listán. A német kislemezlistán hét hétig volt helyezett, és az 50. helyen érte el a csúcsot, amely Minogue legalacsonyabb slágerlistája ebben a régióban. Máshol Top 40-es helyezést ért el, úgy mint Hollandia Top 40-es listáján, valamint a belga Flandria listán, és Svédországban. A dalt az Imago Records adta ki Észak-Maerikában, ahol sikerült felkerülnie a Billboard Dance Club dallistájára, a 39. helyre. Hat hétig maradva ott. Ez volt Minogue egyetlen és első slágerlistás helyezése az Egyesült Államokban a 90-es években.

## Videóklip
A dalhoz tartozó klipet Paul Boyd rendezte, és Los Angelesben forgatták 1994. júliusában. William Baker szerint a videó a "női sztereotípiák kaleidoszkópjaként mutatja be Kylie-t, amelyek először azt sugallják, hogy ő egy műanyag áru. Ezt az elképzelést megdönti a lírai tartalom, amely ezzel ellentétben egy többdimenziós karaktert tár fel, aki valójában erőt ad. Minogue a klipet közvetlenül az 1994-es Street Fighter című akciófilm készítése előtt forgatta, melynek időpontja szoros volt, mivel a kislemez megjelenését az Egyesült Államokban, Délkelet-Ázsiában, és Ausztráliában népszerűsítette. A videó egy kézlenyomattal kezdődik, alatta az "Érintsd meg a képernyőt" felirattal, majd jobb oldalt lebeg, és hat képernyő Minogue különböző "sztereotípiáira" van osztva. Az egyik katonaszerű anyagokkal, vagy szivárványos háttérrel, drogokkal, vérfröccsökkel, egy "szeretet szív" cukorkával, és a "Call Me" felirattal, a végén pedig egy tojással.
A teljes videó alatt több címernyő jelenik meg, amelyeken csábító kifejezések szerepelnek, amelyek hasonlítanak egy reklámreklámhoz, beleértve a "Call Me" és "Call Now"  feliratokat, valamint egy hamis telefonszámot közzétenni a közönség számára. Az egyes címképernyők különböző nyelveken készültek, például franciául, németül, olaszul, és spanyolul. Az első versszak kezdetekor minden egyes Minogue klón énekli a dalt a saját területén. A videó úgy ér véget, hogy mind a hat figura lemegy a diszletéről, a videó alján egy hamis telefonszámmal.
Sean Smith megjegyezte, hogy mindegyik Kylie egy "kissé baljós volt, és nem voltak aranyosak". Az out weboldal szerkesztői a videót Minogue legjobb munkái közé emelték. Illés Bence a Pop-Cultured munkatársa elmondta: "Az albumot kísérő klipek Kylie eddigi legszínesebb és legprovokatív videói is voltak. A "Confide in Me" című dal hat különböző színes képet mutatott be. Valamelyiken gyilkosságot, háborút, békét, szexualitást, és kábítószer használatot, amely a 90-es évek klubkultúrájának mutatója. A videóban az énekesnő egy "fatale" nőként, és egy aranyos lányként látható, aki a karrierje kezdetére emlékeztet. Lewis Corner a Digital Spy-tól Minogue egyik legmeglepőbb átalakulásaként sorolta fel, és Simon Duke hasonló listáján is szerepel a Chronicle Live-on. A videó a harmadik helyen végzett az 1994-es Smash Hits Poll Winners Party legjobb videójára járó szavazáson.

## Élő előadások

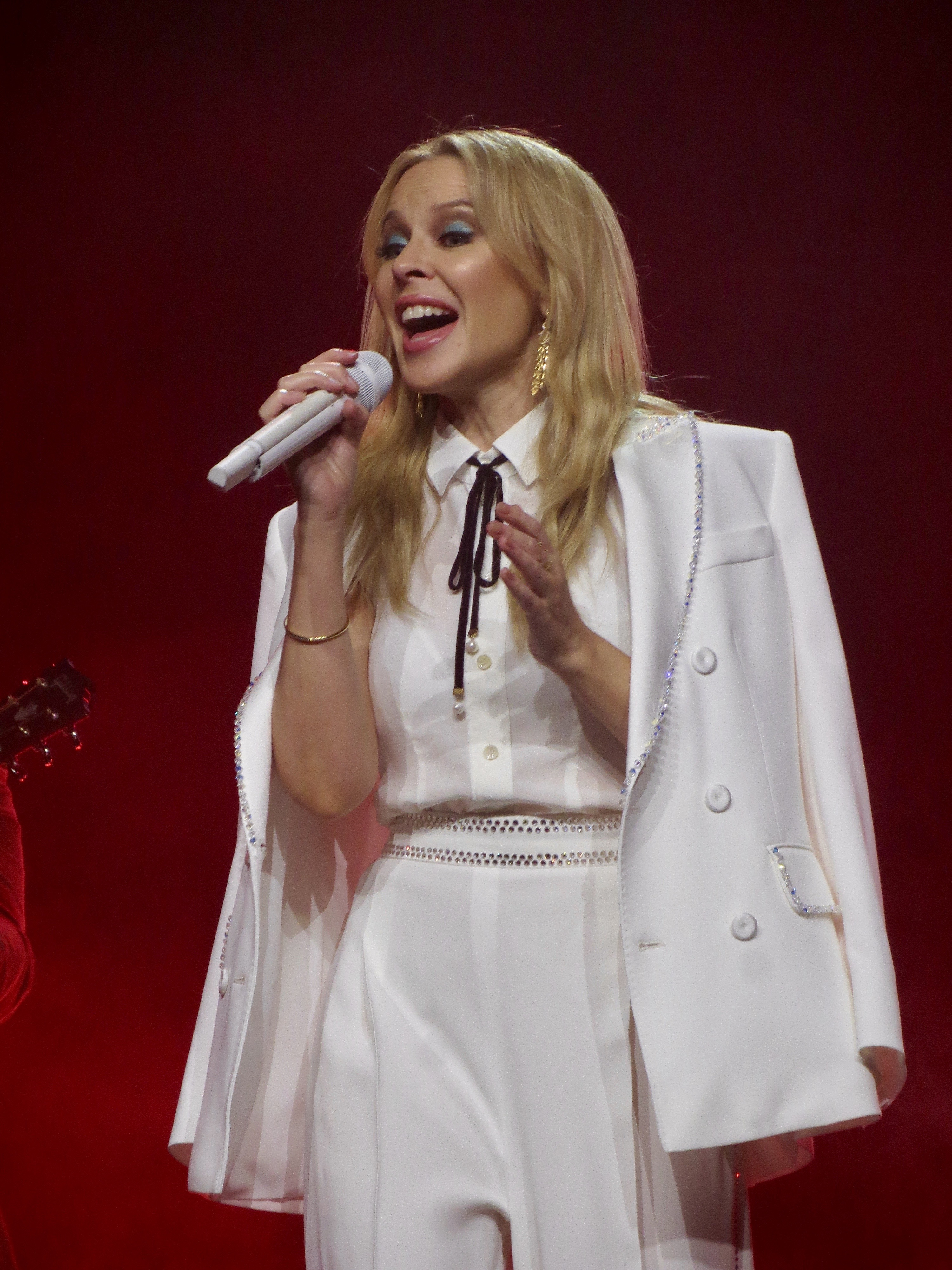
Minogue a "Confide in Me" előadása közben a Golden Tour részeként 2018-19-ben.

Mind a kislemez, mind az albumpromóciós részeként Minogue előadta a "Confide in Me"-t néhány tévéműsorban, mint például a Hey Hey It's Saturday Australia, és a Top of the Pops műsorban az Egyesült Királyságban. A "Confide in Me" Minogue több koncertjén is elhangzott. Először az 1998-as Intimate and Live Tour turnén adták elő, ahol az ötödik szekcióban volt hallható. Az On a Night Like This Tour ötödik szegmensében is előadták, a "Butterfly" előadását követően. A dal bekerült KylieFever2002 turnéjának "Streetstyle" részébe, ahol Minogue egy rendőrt alakított, aki ebben a részben az utcán gyerekekkel keveredik összetűzésbe. A dal felkerült a 2005-ös Showgirl: The Greatest Hits Tour turnéra is, melynek során egy estélyi ruhás férfi táncos üldözi az énekest a gázzal megvilágított utcákon, amíg a pár el nem kezd közösen táncolni. Minogue nem tudta befejezni a turnét, mivel korai mellrákot diagnosztizáltak nála, és le kellett mondania a turné ausztrál szakaszát. A kezelés és felépülés után 2006-ban folytatta a koncertturnéját a Showgirl: The Homecoming Tour formájában, és a "Confide in Me" ismét felkerült az előadási listára, a táncosok pedig úgy manipuláltak, mint egy báb az előadás során.
Minogue felvette a "Confide in Me"-t a 2009-es For You, For Me turnéjának setlistájára, és az első alkalom volt, hogy Észak-Amerikában turnézott. Az Aphrodite album promóciójának részeként 2010-ben Minogue koncertet adott a BBC Radio 2 Acoustic Live Sessions számára, amelyen a dal akusztikus változatát adta elő egy teljes zenekari zenekar kíséretében. A dalt újra előadták a 2011-es Aphrodite: Les Folies Touron, ahol az ötödik szekciót ezzel a dallal nyitotta meg. Minogue "Bacofoil ball dress"-t viselt a dal előadásakor. A Hurt's Happiness Tour londoni állomásán 2011. november 4-én Minogue csatlakozott egy duóbandához, hogy előadja a "Confide in Me" duett változatát. A Kiss Me Once Tour turnén 2014-ben a dal egy acapella részét adta elő a kiválasztott koncerteken, a rajongók kérésének pillanatában. Minogue előadta a dalt a Kylie Christmas koncertsorozaton is 2016-ban, a második felvonásban, a Come into My World és a The One között John Grant zenésszel. A dal a Golden Touron is szerepelt 2018-19-ben. Minogue fehér öltönybe öltözve adta elő a dalt akusztikus gitárral vezérelt változatát, melyet egyes kritikusok "merengőnek" és "vágyónak" minősítettek. Az ausztrál News weboldalnak írt Nick Bond úgy érezte, hogy az énekesnek valahogy sikerült jobban felpörgetnie a dal drámáját, mint ahogyan az korábban lehetséges volt. A dal szerepelt a 2019-es Summer Tour setlistáján is, ahol Minogue-val közösen adták elő táncosai a dalt, majd összeestek a lába körül. Ez úgy nézett ki mint Delacroix "Liberty Leading the People" című filmje az NME-s Dan Stubb szerint.

## Egyéb felhasználások a médiában
A "Confide in Me"-t megjelenése óta számos különböző zenész dolgozta fel, vagy hangmintákat használt fel belőle. A brit The Sisters of Mercy rockegyüttes 1997-es turnéja során eljátszotta a dal feldolgozását. A horvát Analena rockegyüttes szintén feldolgozta a dalt, és az ő verziójuk az "Arhythmetics" című kislemezük B. oldalaként jelent meg 2000-ben. Hasonlóképpen Ben Lee ausztrál művész is feldolgozta a dalt a The Dirty Little Secrets című  EP-jén, mely szerepelt a "Something Borrowed, Something Blue" című kislemezének B. oldalán. 2006-ban újabb feldolgozás született a brit Nerina Pallott előadásában, aki felvette a saját változatát, melyet "Sophia" néven adott ki, és mely megtalálható az "Angtoria God Has a Plan for Us All" című albumán is. A brit Hurts duó a dal élő változatát adta elő, míg az ausztrál The Cat Empire és a Tame Impala együttesek önálló felvételként rögzítették saját verziójukat.
A brit rapper Example saját "No Sleep for the Wicked" című dalához vett hangmintákat a dalhoz, míg az ausztrál művész Missy Higgins negyedik stúdióalbumához, az "Oz" (2014) vette fel a dalt. A kislemezt a Priscilla, a sivatag királynője című ausztrál Broadway show-ban adták elő 2007-ben. A "Confide in Me" számos Minogue által vezetett válogatásalbumon is megjelent,mint az Ultimate Kylie (2004), a The Best of Kylie Minogue-n (2012) és a Step Back in Time: The Definitive Collection ( 2019) címűeken. Néhány válogatás, mint például az "Ultimate Kylie" és a "The Best of Kylie Minogue (2012) a kislemez módosított változatait tartalmazza, míg a Phillip Damien Mix az Essential Mixes (2021) remixalbumán jelent meg. A A Confide in Me: The Irresistible Kylie (2007) és a Confide in Me (2016-os kiadás) válogatásalbumok azonban pontosan ugyanazok az albumok, de két különböző évben kerültek kiadásra, ami azt jelenti, hogy a „Confide in Me”-t két azonos albumon használták. 2018-ban a dal feldolgozását felhasználták a Foxtel minisorozat, a Picnic at Hanging Rock marketingje során.
| Verzió                               | Válogatás album                              | Tipus         |
| ------------------------------------ | -------------------------------------------- | ------------- |
| "Confide in Me" (Master mix)         | Hits+                                        | Greatest Hits |
| "Confide in Me" (Master mix)         | Confide in Me                                | Greatest Hits |
| "Confide in Me" (Master mix)         | 3 Originals                                  | Box set       |
| "Confide in Me" (Master mix)         | Artist Collection                            | Greatest Hits |
| "Confide in Me" (Master mix)         | Greatest Hits: 87–99                         | Greatest Hits |
| "Confide in Me" (Master mix)         | Confide in Me: The Irresistible Kylie        | Greatest Hits |
| "Confide in Me" (Master mix)         | Kylie Minogue / Impossible Princess          | Box set       |
| "Confide in Me" (Master mix)         | K25 Time Capsule                             | Box set       |
| "Confide in Me" (Master mix)         | Confide in Me (2016 edition)                 | Greatest hits |
| "Confide in Me" (Radio mix)          | Ultimate Kylie                               | Greatest hits |
| "Confide in Me" (Radio mix)          | The Best of Kylie Minogue                    | Greatest hits |
| "Confide in Me" (Radio mix)          | Step Back in Time: The Definitive Collection | Greatest hits |
| "Confide in Me" (Phillip Damien Mix) | Essential Mixes                              | Remix album   |

## Hatása

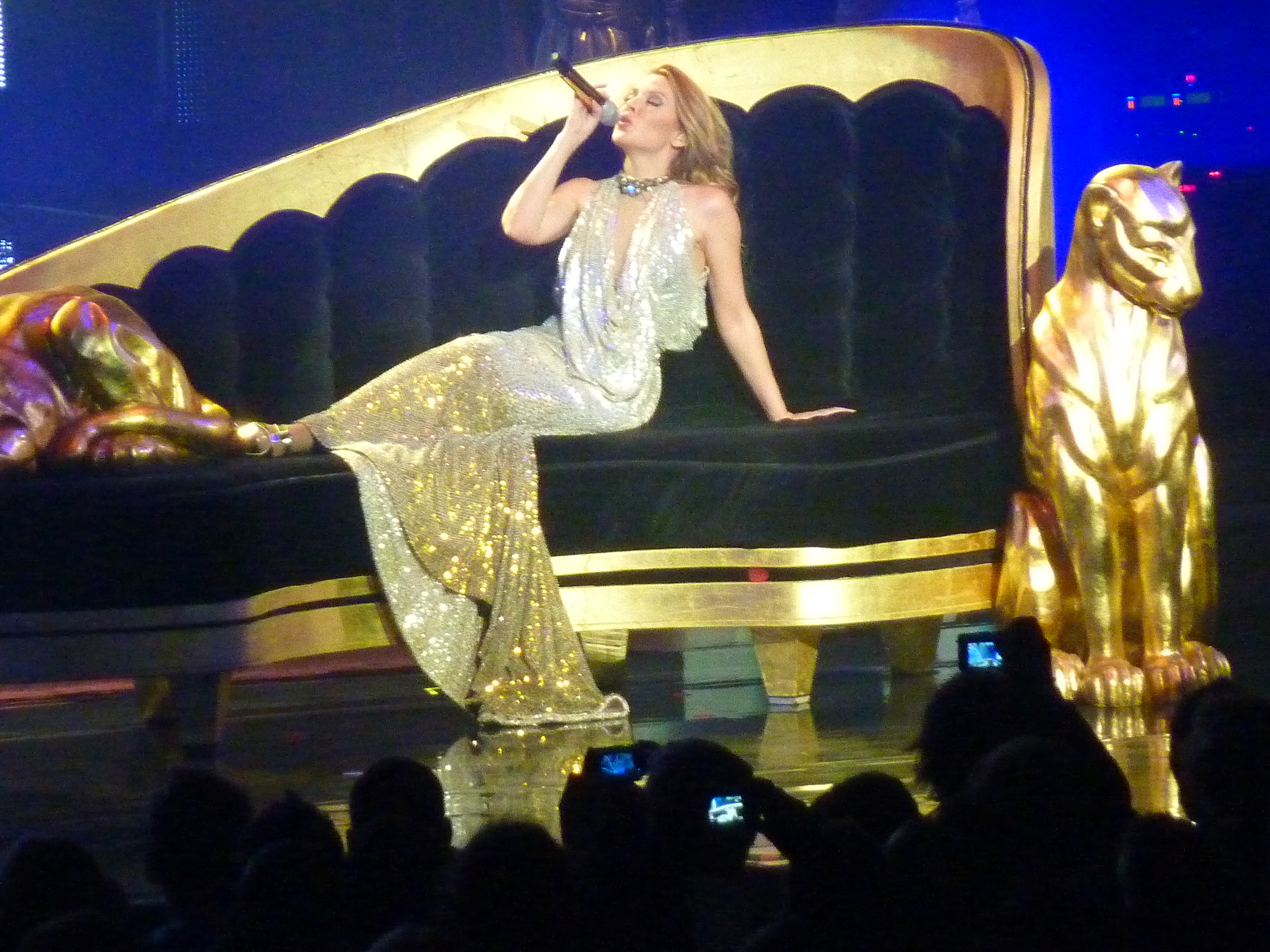
Minogue előadja a "Confide in Me"-t az Észak-Amerikai turnéja során.

A "Confide in Me" megjelenése óta a kritikusok és a publikációk a 90-es évek korszakának, és Minogue kislemeztörténetének egyik legikonikusabb és leginnovatívabb kislemezeként tartják számon, a szerzők pedig Minogue karrierjének és musicaljének fontos időszakaként ismerték el. Lee Barron, aki a Social Theory in Popular Culture című könyvet írta, az mondta, hogy az "Indie Kylie" példája és nyitánya volt. Egy kép, amely később az 1997-es Impossible Princess című albumán keresztül fejlődött. Jude Rogers a The Guardian munkatárs 2016 júniusában a "10 legjobb Kylie Minogue dal" közé sorolta a számot. Rogers dicsérte a produkciót, és azt mondta: "A hatás teljesen elbűvölő, és Kylie teljesen kézben tartja az irányítást, és azt mondja: "Tud titkot tartani". Megjegyezte továbbá, hogy ez volt a legnagyobb és egyben legfurcsább dala. Brittany Porter az AXS weblap munkatársa az "'I stand in the distance/I I view from afar/Should I offer some assistance/Should it matter who you are?'"  című dalszöveget az eddigi legjobb lírai előadásai közé sorolta.
Nick Levine a Digital Spy-tól a mai napig az egyik legkiemelkedőbb kislemeznek nevezte a dalt. Louis Virtel, aki a Logo TV által üzemeltetett NewNowNext veboldalnak írta, hogy a 48 kiválasztott dal közül a harmadik legjobb dalnak tartotta, és Sinéad O’Connor ír énekesnő munkájához hasonlította, majd megjegyezte: " Az intimitást igénylő Kylie előadása öltönyben, egy gyengéden lökdösődő, mégis kétségbeesetten vágyakozó számon olyan kedves és sebezhető...Kylie kényelmét provokatív kihívások elé állítja. "Hogy őszinte legyek, a szerethető, legnagyobb hangos pillata az övé". Jason Lipshutz Billboard-tól azt mondta, hogy a "Kylie Minogue Primer: The Top 10 Past Hits You Need To Know" című listáján kilenc másik szám közé sorolta a dalt. Zac Barly az Oyster Magazintól a kedvenc Minogue dalának nevezte. Stephen a Homorazzi veboldaltól a 7. helyre sorolta a dalt saját "Top 10's: Top 10 Kylie Minogue of All Time" című listáján, és kijelentette, hogy a "Confide in Me" az idő előrehaladtával nőtt fel benne. Az első találkozásom a dallal a "Greatest Hits" című albumon volt. Ez egy slágeralbum, de nem volt olyan szám, amelyre különösebben figyeltem volna, de idővel az egyik kedvencemmé nőtte ki magát. Az amerikai AllMusic weboldalopn számos alkalommal kiemelték albumai közül: Confide a Me, Hits+ ,  Greatest Hits 87–97, és a Greatest Hits 87–99.

## Formátumok és számlista
| - Ausztrál CD1 és kazetta single, UK CD2 1. "Confide in Me" (Master Mix) – 5:51 2. "Nothing Can Stop Us" – 4:04 3. "If You Don't Love Me" – 2:08 - Ausztrál CD2 1. "Confide in Me" (Master Mix) – 5:51 2. "Confide in Me" (Big Brothers Mix) – 10:27 3. "Confide in Me" (The Truth Mix) – 6:46 4. "Where Has the Love Gone?" (Fire Island Mix) – 7:48 5. "Where Has the Love Gone?" (Roach Motel Mix) – 8:02 - UK CD1 1. "Confide in Me" (Master Mix) – 5:51 2. "Confide in Me" (Big Brothers Mix) – 10:27 3. "Confide in Me" (The Truth Mix) – 6:46 - UK kazetta single és Európai CD single 1. "Confide in Me" (radio mix) – 4:24 2. "Confide in Me" (The Truth Mix) – 6:46 | - Európai CD maxi-single 1. "Confide in Me" (radio mix) – 4:24 2. "Confide in Me" (Master Mix) – 5:51 3. "Confide in Me" (Big Brothers Mix) – 10:27 4. "Confide in Me" (The Truth Mix) – 6:46 - US CD maxi-single 1. "Confide in Me" (radio mix) – 4:24 2. "Confide in Me" (Master Mix) – 5:51 3. "Confide in Me" (The Truth Mix) – 6:46 4. "Where Has the Love Gone?" (Fire Island 12-inch mix) – 7:48 - US kazetta single 1. "Confide in Me" (radio mix) - 4:24 2. "Where Has the Love Gone?" (Fire Island 12-inch mix) – 7:48 |

Megjegyzés: A Phillip Damien mixeket kizárólag az Egyesült Államokban adták ki, promóciós céllal. A „Bass Change Mix” később  „Phillip Damien Mix” néven a Put Yourself in My Place kereskedelmi forgalomba került.

## Slágerlista
| Slágerlista (1994–1995)               | Legjobb helyezések |
| ------------------------------------- | ------------------ |
| Ausztrália (ARIA)                     | 1                  |
| Belgium (Ultratop 50 Flanders)        | 20                 |
| Europe (Eurochart Hot 100)            | 9                  |
| Europe (European AC Radio)            | 17                 |
| Europe (European Dance Radio)         | 7                  |
| Finland (Suomen virallinen lista)     | 3                  |
| Franciaország (Single Top 100)        | 10                 |
| Németország (Media Control Charts)    | 50                 |
| Iceland (Íslenski Listinn Topp 40)    | 24                 |
| Írország (IRMA)                       | 12                 |
| Hollandia (Top 40)                    | 38                 |
| Hollandia (Single Top 100)            | 38                 |
| Új-Zéland (Recorded Music NZ)         | 12                 |
| Skócia (Scottish Singles Top 40)      | 2                  |
| Svédország (Sverigetopplistan)        | 30                 |
| Svájc (Schweizer Hitparade)           | 20                 |
| Turkey (Türkçe Top 20)                | 1                  |
| Egyesült Királyság (UK Singles Chart) | 2                  |
| UK Dance (Music Week)                 | 4                  |
| UK Club Chart (Music Week)            | 5                  |
| US Hot Dance Club Songs (Billboard)   | 39                 |

| Slágerlista (1994) | Helyezések |
| ------------------ | ---------- |
| Australia (ARIA)   | 22         |
| UK Singles (OCC)   | 56         |

| Chart (1995)  | Position |
| ------------- | -------- |
| France (SNEP) | 75       |